# سدلنیتسه
سدلنیتسه (به لاتین: Sedlnice) یک منطقهٔ مسکونی در جمهوری چک است که در ناحیه نووی ییتشین واقع شده‌است. سدلنیتسه ۱۳٫۷۲ کیلومتر مربع مساحت و ۱٬۴۲۹ نفر جمعیت دارد و ۲۵۴ متر بالاتر از سطح دریا واقع شده‌است.